# Kurhausstraße 39 (Bad Kissingen)

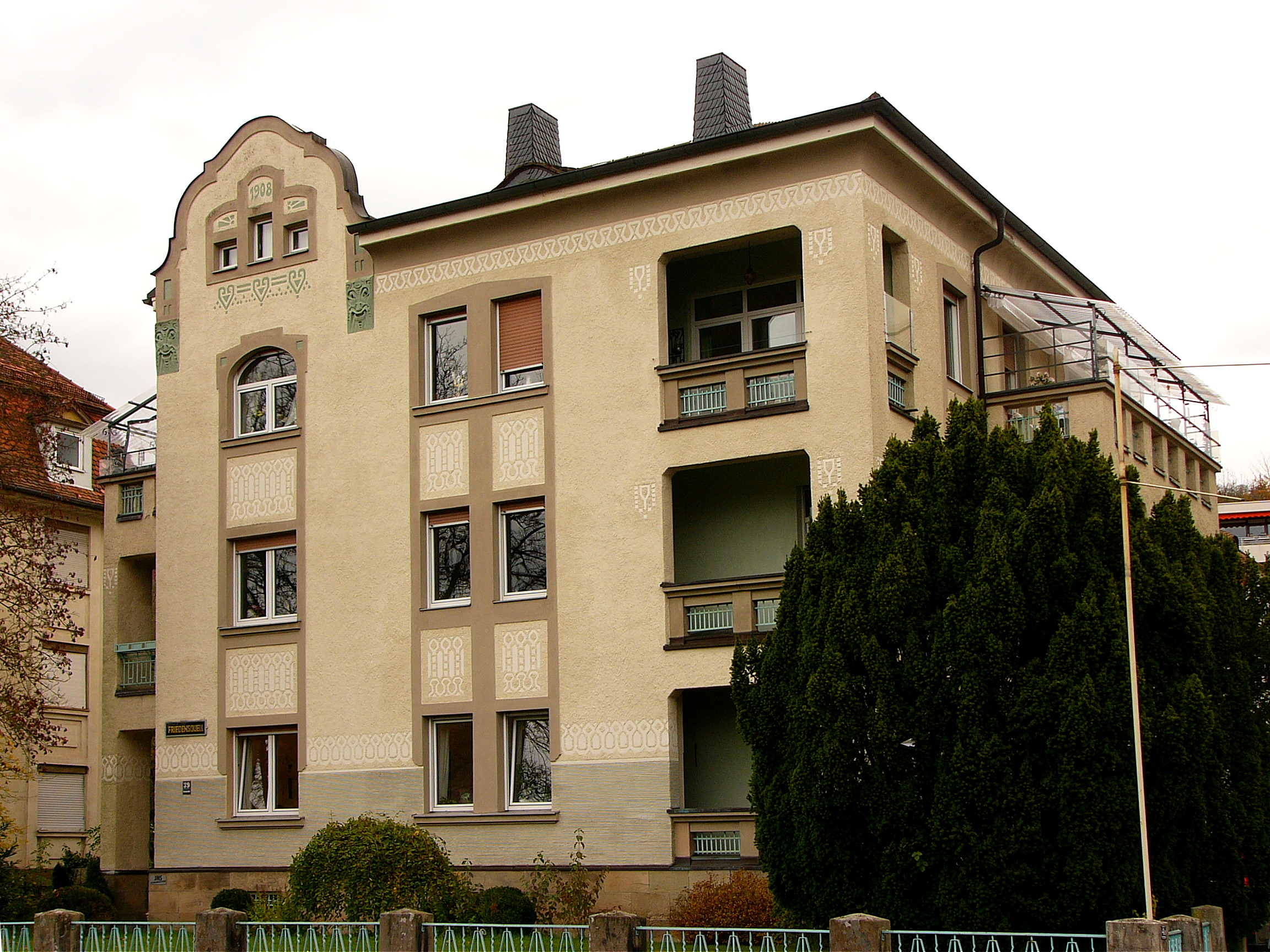
Kurhausstraße 39 in Bad Kissingen

Das Gebäude Kurhausstraße 39 in der Kurhausstraße in Bad Kissingen, der Großen Kreisstadt des unterfränkischen Landkreises Bad Kissingen, gehört zu den Bad Kissinger Baudenkmälern und ist unter der Nummer D-6-72-114-308 in der Bayerischen Denkmalliste registriert.

## Geschichte
Das Anwesen wurde im Jahr 1908 von Architekt Joseph Dölger ursprünglich als Kurheim errichtet. Bei dem Anwesen in Formen des Jugendstils handelt es sich um einen dreigeschossigen Massivbau mit flachem Walmdach, Ziergiebeln, Balkonen und Putzdekor. Der Jugendstil findet sich in den Ziergiebeln sowie dem Putzornament mit Betonung der Fensterbänder und des Kranzgesims wieder.
Heute befinden sich in dem Anwesen Wohnungen.